# Orophaca proimantha
Orophaca proimantha là một loài thực vật có hoa trong họ Đậu. Loài này được (Barneby) Isely mô tả khoa học đầu tiên.